# 神戸で逢えたら
「神戸で逢えたら」（こうべであえたら）は、1980年10月にリリースされた桜田淳子の32枚目のシングルである。

## 解説
- 曲のキャッチコピーは「秋の淳子は港の香り」である。

## 収録曲
- 全曲作詞：三浦徳子／作曲：鈴木邦彦／編曲：鈴木邦彦・松井忠重

1. 神戸で逢えたら
2. 愛の真ん中